# Рибалоччині
Рибалоччині (Alcedininae) — підродина сиворакшоподібних птахів родини рибалочкових (Alcedinidae).

## Поширення
Більшість рибалочинних трапляються в Африці і Південній та Південно-Східній Азії. Три види досягають Австралії. Рибалочка блакитний зустрічається на більшій частині Європи та помірної Азії. В Америці представників цієї підродини не знайдено, хоча вважається, що зелений рибалочка (Chloroceryle) походять від Alcedinae. Вважається, що підродина походить із Південної Азії, де є найбільше різномаїття видів.

## Систематика
Підродина включає 34 види у чотирьох родах:
- Ispidina — 2 види;
- Corythornis — 4 види;
- Рибалочка (Alcedo) — 7 видів;
- Рибалочка-крихітка (Ceyx) — 21 вид;